# VolkerWessels
Die Koninklijke VolkerWessels B.V. ist ein niederländisches Bau- und Anlagenbauunternehmen. Es ist das zweitgrößte niederländische Bauunternehmen nach der BAM-Gruppe.
Eigentümer sind die Familie Wessels (42,5 %), die CVC Capital Partners (42,5 %) und die führenden Mitarbeiter (15 %).

## Geschichte und Bauwerke
Das Stammunternehmen Volker geht auf einen Vorgänger aus dem Jahr 1854 zurück. 1978 schloss sich das Unternehmen mit der Stevin Groep zur Volker Stevin zusammen, 1997 mit der Kondor Wessels zur Volker Wessels Stevin. Der Unternehmensname wurde 2002 in VolkerWessels geändert.
Das Unternehmen errichtete bekannte Bauwerke wie das Oosterschelde-Sturmflutwehr oder die Millenniumbrücke Newcastle–Gateshead.

## Tochterunternehmen
Der Seekabelverleger Visser & Smit Marine Contracting ist eine 50%ige Tochtergesellschaft von VolkerWessels. Die andere Hälfte der Anteile gehört Boskalis.